# Citropsis
Citropsis és un gènere amb 14 espècies de plantes de flors pertanyent a la família Rutaceae.

## Espècies seleccionades
- Citropsis angolensis
- Citropsis articulata
- Citropsis citrifolia
- Citropsis daweana
- Citropsis gabunensis
- Citropsis gilletiana
- Citropsis latialata
- Citropsis li-testui
- Citropsis mirabilis
- Citropsis noldeae
- Citropsis preussii
- Citropsis schweinfurthii
- Citropsis tanakae
- Citropsis zenkeri